# What Is and What Should Never Be
«What Is and What Should Never Be» — песня британской рок-группы Led Zeppelin. Сочинённая Джимми Пейджем и Робертом Плантом и выпущенная в качестве второго трека в альбоме Led Zeppelin II.

## Композиция и запись
«What is and What Should Never Be» стала одной из первых песен группы, для записи которой Джимми Пейдж использовал гитару Gibson Les Paul, которая позже стала визитной карточкой музыканта. В продакшне широко используется стерео, поскольку гитары перемещаются между каналами. Вокальные партии Роберта Планта в куплетах обработаны фейзером. Продюсер записи Рик Рубин отметил: «Нисходящий гитарный-рифф на песне [„What Is and What Should Never Be“] изумителен: это словно стрела оттянутая назад и после отпущенная. Темп вокальной партии звучит почти как рэп. Это невероятно — одна из самых психоделических песен.» Она также стала одной из первых песен, на которой Роберт Плант получил доверие критиков. Обращаясь к рок-журналисту Стивену Дэвису, автору биографии Led Zeppelin Hammer of the Gods: The Led Zeppelin Saga, мы узнаём, что в основу лирики лёг роман Роберта Планта с более молодой сестрой его жены.

## Концертные выступления
"What Is and What Should Never Be" исполнялась на концертах группы между 1969 и 1973 годом. Концертная версия песни с выступления в the Royal Albert Hall 1970 года можно найти на Led Zeppelin DVD. Другая версия песни была включена во второй диск в тройном концертном альбоме How The West Was Won. Две другие версия были включены в BBC Sessions.

## Участники записи
- Роберт Плант – вокальные партии
- Джимми Пейдж – гитарные партии, бэк-вокальные партии
- Джон Пол Джонс – бас-гитара, бэк-вокальные партии
- Джон Бонем – ударные, гонг[8]